# Курган (Сапожковский район)
Курган — деревня в Сапожковском районе Рязанской области России. Входит в состав Сапожковского городского поселения.

## География
Деревня находится в южной части Рязанской области, в лесостепной зоне, на берегах реки Мошки, на расстоянии примерно 9 километров (по прямой) к юго-западу от рабочего посёлка Сапожок, административного центра района. Абсолютная высота — 141 метр над уровнем моря.

### Климат
Климат характеризуется как умеренно континентальный, с тёплым летом и умеренно холодной снежной зимой. Среднегодовая температура воздуха — 4,3 °C. Средняя температура воздуха самого холодного месяца (января) — −11,4 °C; самого тёплого месяца (июля) — 19 °C. Вегетационный период длится около 180 дней. Среднегодовое количество осадков — 551 мм, из которых 365 мм выпадает в период с апреля по октябрь.

### Часовой пояс
Деревня Курган, как и вся Рязанская область, находится в часовой зоне МСК (московское время). Смещение применяемого времени относительно UTC составляет +3:00.

## Население
| 1859 | 1897 | 1906  | 2010 | 2023 |
| ---- | ---- | ----- | ---- | ---- |
| 508  | ↗861 | ↗1032 | ↘4   | ↘1   |

### Национальный состав
Согласно результатам переписи 2002 года, в национальной структуре населения русские составляли 100 % из 18 чел.